# Çatalan-Talsperre
Die Çatalan-Talsperre (türkisch Çatalan Barajı) befindet sich am Seyhan 30 km nördlich der Provinzhauptstadt Adana in der gleichnamigen südtürkischen Provinz.
Die Çatalan-Talsperre wurde im Auftrag der staatlichen Wasserbehörde DSİ in den Jahren 1982–1997 als Erdschüttdamm erbaut.
Die Talsperre dient der Energieerzeugung, der Abflussregulierung, der Trinkwasserversorgung und der Bewässerung.
Der Staudamm hat eine Höhe von 70 m und besitzt ein Volumen von 14,5 Mio. m³. Der zugehörige Stausee besitzt eine Wasserfläche von 69,25 km² und ein Speichervolumen von 1629 Mio. m³. 
Die Talsperre dient der Bewässerung einer Fläche von 1870 ha.
Das Wasserkraftwerk der Çatalan-Talsperre verfügt über eine installierte Leistung von 169 Megawatt. Das Regelarbeitsvermögen liegt bei 596 GWh im Jahr. 
Flussabwärts befindet sich die Seyhan-Talsperre, flussaufwärts die Menteş-Staustufe.